# Accoppiamento vibronico
In chimica teorica, l'accoppiamento vibronico esprime dei termini, non considerati nell'approssimazione adiabatica, proporzionali all'interazione tra i moti elettronici e nucleari delle molecole. La parola "vibronico" deriva dall'unione di "vibrazionale" ed "elettronico". L' "accoppiamento" si riferisce alle interazioni vibrazionali ed elettroniche che in una molecola sono correlate e si influenzano vicendevolmente. Per la sua relazione concettuale con l'effetto Jahn-Teller viene chiamato anche pseudo-effetto Jahn-Teller.
L'accoppiamento vibronico è in grado di influenzare le proprietà ottiche, magnetiche ed elettroniche di una molecola.

## Storia
L'importanza dell'accoppiamento vibronico fu riconosciuta negli anni 1930. Nel 1934 R. Renner riportò l'accoppiamento vibronico in uno stato π eccitato della molecola di CO2. I calcoli dei livelli eccitati inferiori del benzene effettuati da Sklar nel 1937 (col metodo del legame di valenza) e successivamente nel 1938 insieme con Maria Goeppert-Mayer (col metodo degli orbitali molecolari) dimostrarono una corrispondenza tra le previsioni teoriche e i risultati sperimentali dello spettro del benzene. Questo spettro fu la prima evidenza della relazione tra la vibrazione e l'intensità di assorbimento.

## Descrizione
L'accoppiamento vibronico è grande nel caso in cui due superfici di energia potenziale adiabatiche divengano prossime l'una all'altra, come nel caso in cui la differenza di energia tra loro differisca di un quanto. Ciò avviene di solito nelle vicinanze di un punto in cui le superfici divergono per impedire l'incrocio reciproco, corrispondente a distinti stati elettronici della stessa simmetria spaziale e di spin. Comunque, l'accoppiamento vibronico si verifica anche nel caso in cui si abbiano incroci reali. In questo caso l'approssimazione adiabatica o di Born-Oppenheimer fallisce e i termini non adiabatici, i cosiddetti termini di accoppiamento vibronico, devono essere presi in considerazione. Tali termini sono solitamente di difficile valutazione; questo è dovuto al fatto che i termini sono proporzionali alle derivate prima e seconda della funzione d'onda elettronica rispetto alle coordinate molecolari. Il modo più semplice di risolvere il problema è quello di passare dalla rappresentazione adiabatica delle superfici di energia potenziale a quella diabatica. I termini vibronici sono responsabili per esempio del salto di superficie o della fase geometrica. L'accoppiamento vibronico diviene infinito nelle vicinanze di una intersezione conica. Questa singolarità nell'ambito dell'energia potenziale è all'origine della fase geometrica.

## Modelli
Sono stati sviluppati diversi modelli per la descrizione dell'accoppiamento vibronico, fra i quali:
- Modello di Hush: relativamente semplice, descrive le conseguenze ottiche dell'accoppiamento vibronico e mette in relazione la posizione e intensità della banda di intervalenza dei composti a valenza mista con i parametri microscopici.
- Modello di Piepho-Krausz-Schatz (PKS): si basa sulle vibrazioni locali, attorno ad un centro elettroattivo. È una trattazione quantistica, pertanto origina funzioni d'onda esplicite.
- Modello di Piepho: si basa sulle vibrazioni che modificano la distanza tra i centri elettroattivi. Anche questa trattazione origina funzioni d'onda esplicite.